# 克莱佩
克莱佩（法語：Cleppé，法語發音：[klɛpe]）是法国卢瓦尔省的一个市镇，属于蒙布里松区。

## 地理
克莱佩（45°46'9"N, 4°10'49"E）面积15.48 平方千米，位于法国奥弗涅-罗讷-阿尔卑斯大区卢瓦尔省，该省份为法国中南部省份，北起顺时针与索恩-卢瓦尔省、罗讷省、伊泽尔省、阿尔代什省、上盧瓦爾省、多姆山省和阿列省接壤。
与克莱佩接壤的市镇（或旧市镇、城区）包括：锡旺斯、埃佩尔雪圣保罗、弗尔、米泽里约、蓬桑、圣富瓦-圣叙尔皮斯。

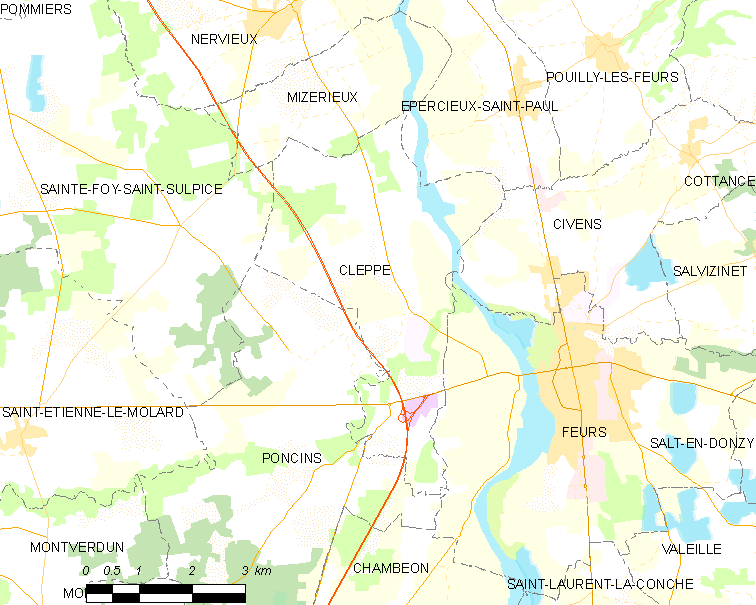
克莱佩的OSM定位图

克莱佩的时区为UTC+01:00、UTC+02:00（夏令时）。

## 行政
克莱佩的邮政编码为42110，INSEE市镇编码为42066。

## 政治
克莱佩所属的省级选区为弗尔县。

## 人口

1962-2008年间克莱佩人口变化图示

克莱佩于2022年1月1日时的人口数量为555人。